# India Song
India Song ist ein französisches Filmdrama von Marguerite Duras aus dem Jahr 1975.

## Handlung
Kalkutta im Jahr 1937: Es ist Monsunzeit und die Lepra hat das Land fest im Griff. In der französischen Botschaft in Zentral-Kalkutta lebt Anne-Marie Stretter, seit siebzehn Jahren mit dem französischen Botschafter in Indien, Stretter, verheiratet. Anne-Marie Stretters Vater ist Franzose, die Mutter stammte aus Venedig, wo Anne-Marie, die zu der Zeit noch Ana-Maria Guardi hieß, aufwuchs und eine aufstrebende Musikerin wurde. Mit ihrer ersten Ehe im Alter von achtzehn Jahren legte sie nicht nur ihren Namen ab, sondern gab auch ihre musikalischen Ambitionen auf. Ihr Mann arbeitete als Kolonialbeamter und ging mit ihr nach Savannakhet in Laos, wo Anne-Marie es jedoch kaum aushielt. Als Botschafter Stretter die Posten im Mekong inspizierte, spannte er Anne-Maries Mann auch gleich die Frau aus. Es folgten die zweite Ehe und siebzehn Jahre in den verschiedensten Hauptstädten Asiens, bis das Paar nach Kalkutta kam.
Inzwischen hat Anne-Marie Stretter mit dem Unternehmer Michael Richardson eine Beziehung begonnen; der Botschafter hat nichts dagegen, wenn sie sich die Männer nimmt, die sie will. Das Leben ist von Monotonie und Langeweile geprägt und der Monsun macht jegliche Ablenkung im Freien unmöglich, doch auch in Gebäuden ist die drückende schwülwarme Hitze kaum auszuhalten. Anne-Marie Stretter und ihr Mann geben einen Empfang in der Botschaft, zu der neben dem österreichischen Botschafter, der erst einen Monat im Lande ist, auch der Vize-Konsul von Lahore erscheint. Er ist nach Kalkutta strafversetzt worden, nachdem er in Lahore Leprakranke erschossen hat und auch auf sich selbst schoss. Es heißt, er habe noch nie eine Frau gehabt; nun jedoch verfolgt er Anne-Marie Stretter, in die er sich verliebt hat. Auf dem Empfang gelingt es ihm, mit ihr zu tanzen. Er würde gerne, wie andere Gäste auch, zum Bleiben über Nacht eingeladen werden, doch lehnt Anne-Marie Stretter ab. Er kündigt einen prägenden Abgang an, schreit schließlich, dass er sie liebt und bleiben will, und wird aus dem Haus geworfen. Am nächsten Tag reisen Anne-Marie Stretter, Michael Richardson, der österreichische Botschafter, Georges Crawn, ein guter Freund Anne Marie Stretters, und ein junger Gast der Botschaft auf die Delta-Inseln, wo die Botschafter-Villa steht. Der Vize-Konsul kommt separat nach und folgt der Gruppe auch in das Hotel „Prince of Wales“, wo gespeist wird. Anne-Marie Stretter und Michael Richardson hatten bereits in der Vergangenheit, dem Müßiggang überdrüssig, versucht, gemeinsam Selbstmord zu begehen. Sie haben seither einen Pakt geschlossen, dass kein Partner vom anderen am Suizid gehindert wird. Die Gruppe lässt Anne-Marie Stretter am Abend allein. Sie verbringt die Nacht auf einer Bank im Park, am Morgen findet man ihren Abendmantel am Strand.
Berichtet wird, dass der Vize-Konsul kurz darauf seinen Rücktritt einreichte. Michael Richardson kehrte nach dem Tod seiner Frau nach England zurück, wo er auch verstarb.

## Produktion

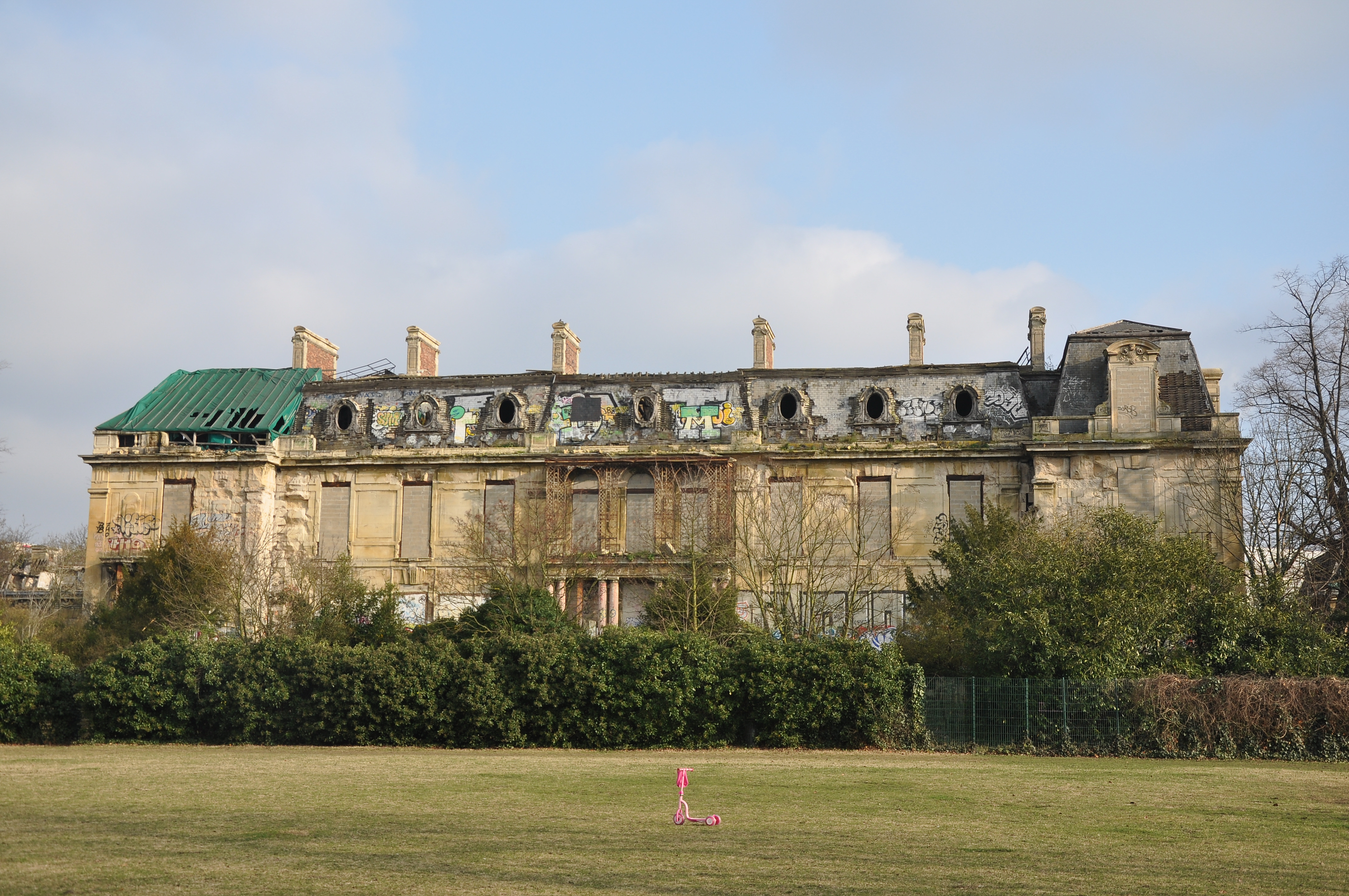
Schloss Rothschild in Boulogne-Billancourt, Hauptdrehort des Films

India Song basiert auf einem unveröffentlichten Theaterstück von Marguerite Duras. Dem Theaterstück liegt ihr Roman Le vice-consul (dt. Vize-Konsul) aus dem Jahre 1966 zugrunde. Das durch das Royal National Theatre kommissionierte Stück war zwar bereits 1972 fertiggestellt worden, wurde jedoch erst 1993 erstmals aufgeführt.
Weite Teile des Films wurden im Mai 1974 zwölf Tage lang im und am Schloss Rothschild in Boulogne-Billancourt gedreht. Szenen im Hotel am Schluss des Films entstanden im Grand Trianon in Versailles. Der Film hat keine Dialoge; die Geschichte wird stattdessen mittels Voiceover berichtet. Eine der vier Stimmen sprach dabei Marguerite Duras ein.
Der Film lief im Mai 1975 im Rahmen der Internationalen Filmfestspiele von Cannes außerhalb des Wettbewerbs und kam am 4. Juni 1975 in die französischen Kinos. In der Bundesrepublik war er erstmals am 6. Mai 1978 im Fernsehen zu sehen. Duras veröffentlichte 1976 eine Fortsetzung des Films unter dem Titel Sein Name aus Venedig im verlassenen Kalkutta.

## Auszeichnungen
Im Jahr 1975 gewann der Film den Étoile de Cristal in der Kategorie Bester Film. Bei der erstmaligen Verleihung der Césars 1976 wurde India Song in den Kategorien Beste Hauptdarstellerin, Beste Filmmusik und Bester Ton (Michel Vionnet) nominiert.